# Аталанди (Вориос-Эввоикос)
Атала́нди (греч. Αταλάντη ή Αταλαντονήσι), также Талантониси (Таландониси, Таландонизи, Ταλαντονήσι) — необитаемый небольшой остров в Греции, в одноимённой бухте (Опунтском заливе) в заливе Вориос-Эввоикос Эгейского моря, близ берега, к востоку от города Аталанди, напротив деревни Скала. Административно относится к сообществу Аталанди в общине Локри в периферийной единице Фтиотида в периферии Центральная Греция.
Наивысшая точка 129 м над уровнем моря.
У северо-западного берега расположен островок Айос-Николаос (Άγιος Νικόλαος) с церковью Святого Николая и маяком.

## История
Упоминается Страбоном как Аталанта напротив Опунта, одноимённая с островом напротив Аттики, близ острова Пситалея. По Диодору Сицилийскому, Аталанта оторвалась от материка в результате землетрясения 426 года до н. э.. Согласно Страбону:
Говорят, что на острове Аталанта (что около Евбеи) после образования в средней его части расселины в центре возник судоходный канал и некоторые равнины острова были затоплены на расстоянии 20 стадий; триера, стоявшая на верфи, была поднята волной и переброшена через стену.
В ходе Архидамовой войны, первого этапа Пелопоннесской войны афиняне укрепили Аталанту. По Фукидиду при землетрясении 426 года до н. э. «оторвало часть афинского укрепления, а из двух вытянутых на сушу кораблей один изломало». По Никиеву миру остров афиняне должны были вернуть.